# مانفريد فيشر
مانفريد فيشر (بالألمانية: Manfred Fischer)  (و. 1948 – 2013 م) هو عالم عقيدة، من ألمانيا، ولد في فرانكفورت، توفي في برلين، عن عمر يناهز 65 عاماً.

## جوائز
حصل على جوائز منها:
- نيشان الاستحقاق لبرلين
- ضابط الصليب من وسام استحقاق جمهورية ألمانيا الاتحادية.